# Achromobacter xylosoxidans
Achromobacter xylosoxidans es una especie de  bacteria gramnegativa del género Achromobacter. Inicialmente se describió en el año 1971 y fue validada en el 1981, es la especie tipo. Posteriormente pasó al género Alcaligenes para luego volver de nuevo al género Achromobacter. Su etimología hace referencia a oxidación de xilosa. Es aerobia y móvil por flagelación perítrica. Tiene un tamaño de 0,8-1,2 μm de ancho por 2,5-3 μm de largo. Catalasa y oxidasa positivas. Es una bacteria patógena que se ha aislado de múltiples muestras clínicas como sangre, líquido pleural, orina, heces, etc.